# Moritz Hauptmann
Moritz Hauptmann (født 13. oktober 1792 i Dresden, død 3. januar 1868 i Leipzig) var en tysk komponist og musikforfatter.
Efter grundige studier såvel i violinspil som musikteori tog Hauptmann plads som violinist i Dresdens hofkapel, men opgav denne stilling for 1815 at følge en russisk fyrste som privat musiklærer. Under et femårigt ophold i Sankt Petersburg og Moskva fortsatte Hauptmann ivrig sine teoretiske studier og blev efter sin hjemkomst først medlem af operakapellet i Kassel, hvilket Spohr dirigerede, senere (1842) på Mendelssohns og Spohrs anbefaling kantor ved Thomas-skolen i Leipzig og snart efter lærer ved det nyoprettede musikkonservatorium.
Disse stillinger beklædte Hauptmann til sin død, og han, der nød anseelse som en af tidens mest fremragende teoretikere, uddannede talrige elever, blandt hvilke mænd som Ferdinand David, Friedrich Hermann, Friedrich Kiel, Carl Friedrich Weitzmann, Joseph Joachim, Hans von Bülow, Felix Dräseke, Arthur Sullivan, Edvard Grieg, Erik Siboni, Emil Hornemann og mange flere. (Listen over hans elever tæller mere end 300 navne). Han grundede med Schumann og flere Bach-Gesellschaft.
Hauptmanns kompositioner udmærker sig ved harmonisk form og skøn sangbarhed, men besidder ingen udpræget ejendommelighed. Mest udbredelse har hans senere arbejder (kirke- og vokalmusik, særlig flerstemmige sange) fundet. Sit højt ansete navn erhvervede Hauptmann sig imidlertid som teoretiker og forfatter. Hovedværket i så henseende er Die Natur der Harmonik und Metrik (1853, 2. oplag 1873), hvori han har nedlagt sine omfattende matematiske og — af Hegel påvirkede — filosofiske betragtninger over musikalske grundfænomener.
Dette er imidlertid et værk, som på grund af dets strengt videnskabelige indhold og form nærmest har virket indirekte ved sin fylde af fine enkeltundersøgelser og ved de impulser, det har givet senere musikskribenter. En fortsættelse deraf, Die Lehre von der Harmonik, som Hauptmann efterlod sig ved sin død, har hans elev Oscar Paul udgivet. Forskellige af Hauptmanns mindre afhandlingerer er samlede i Opuscula, og endvidere er udgivet hans særdeles indholdsrige og værdifulde Breve (til Hauser 2 bind 1871, til Spohr og andre 1 bind 1876).